# Heinrich Hirsch (Numismatiker)
Heinrich Hirsch (* 1868 in Schweinfurt; † 1943 in Basel) war ein deutscher Numismatiker und Münzhändler.

## Leben
Er trat im Jahre 1900 mit seinem Bruder Moritz in die Firma seines Onkels Otto Helbing ein, die er nach dessen Ausscheiden 1910 mit seinem Bruder als Otto Helbing Nachfolger weiterführte und nach dessen Tod 1914 alleine leitete. 1934 wurde sein Neffe Gerhard Hirsch Mitinhaber. Die Firma führte zahlreiche Münzauktionen durch. Als Juden wird Hirsch 1935 die Versteigerungserlaubnis entzogen, 1938 kam es im Zuge der „Arisierung“ zum Verkauf der Firma an Karl Kreß, der sie unter ihrem alten Namen weiterführte. Hirsch emigrierte in die Schweiz, wo er 1942 (Angabe seines Neffen Gerhard Hirsch) verstarb.

## Medaillenporträt
- 1924 Gold- und Silberguß, 32 mm. Medailleur: Josef Bernhart. Rückseite: VOLVPTAS / IN LABORE / OBLECTATIO / IN ARTE.[1]
- 1928 Einseitige Silberhohlgussplakette, 15 cm × 10 cm. Medailleur: Josef Bernhart. Vorderseite: HEINRICH HIRSCH MVENCHEN - Porträt.[2]